# Grundriss zur Geschichte der deutschen Dichtung

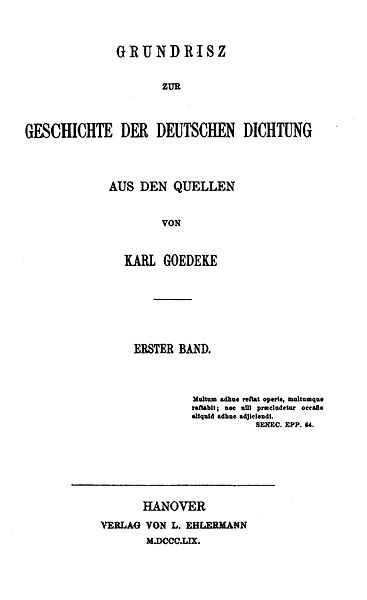
Grundriss zur Geschichte der deutschen Dichtung, 1. Band, 1859

Der Grundriss zur Geschichte der deutschen Dichtung ist ein umfassendes Übersichtswerk über deutschsprachige Schriftsteller und ihre Werke bis zum mittleren 19. Jahrhundert. Es wurde von Karl Goedeke von 1859 bis 1881 herausgegeben und erschien in zweiter Auflage von 1884 bis 1998.

## Geschichte
1857 begann der Germanist Karl Goedeke mit den Forschungen zu einem Grundriss der deutschen Literatur. 1859 veröffentlichte er den ersten Band, 1881 den letzten dritten Band.
Bereits 1884 begann er mit der Herausgabe einer zweiten völlig neu bearbeiteten Auflage, 1887 erschien der dritte Band.
Nach seinem Tod setzte Edmund Goetze seit 1891 die Herausgabe weiterer Bände fort, nach ihm Franz Muncker und Alfred Rosenbaum bis 1938, jeweils im Louis Ehlermann Verlag in Dresden.
Seit 1951 gab Carl Diesch zwei Bände im Ehlermann Verlag in Düsseldorf heraus. Seit 1955 führte  Herbert Jacob das Projekt im Akademie-Verlag in Ost-Berlin mit dem 14. Band fort. 1998 wurde der 18. und letzte  Band mit einem Register veröffentlicht.

## Inhalt
Der Grundriss beabsichtigte mit der zweiten Auflage Angaben zu allen bekannten deutschsprachigen Dichtern bis zum Erstveröffentlichungsjahr 1830 zu machen. Dazu erschienen 17 Bände, teilweise in mehreren Teilbänden, gegliedert nach Zeitepochen und Regionen. Nach einer kurzen biographischen Darstellung eines Autors folgen alle seine bekannten Veröffentlichungen sowie umfassende Sekundärliteratur.
Der Grundriss will damit eine möglichst vollständige Bibliographie der deutschen Dichtung bis zum 19. Jahrhundert sein.

## Bedeutung
Der Grundriss zur Geschichte der deutschen Dichtung ist das umfassendste Übersichtswerk über die deutschsprachige Literatur bis zum 19. Jahrhundert. Ab dem 4. Band liefert er bis in die Gegenwart wertvolle Informationen und Nachweise. Auch zu unbekannteren Autoren finden sich die grundlegenden biographischen und bibliographischen Angaben; diese sind durch den Registerband 18 leicht auffindbar.
Alle Bände sind fast vollständig digitalisiert bei archive.org sowie teilweise bei GoogleBooks und der Bayerischen Staatsbibliothek (BSB/MDZ).

## Deutsches Schriftsteller-Lexikon 1830–1880
Als Fortsetzung wurde seit 1995 das Deutsche Schriftsteller-Lexikon 1830–1880 unter der Leitung von Herbert Jacob herausgegeben. Das Lexikon stellt die Autoren aus der Wirkungsepoche 1830 bis 1880 in streng alphabetischer Folge dar. Dabei wurde auf Wiederholungen aus dem vorherigen Grundriss verzichtet. Bei den als unbedeutend eingestuften Autoren wird lediglich auf die Sammlung bio-bibliographischer Daten im Archiv der Arbeitsstelle verwiesen und gegebenenfalls auf Referenzwerke, die den Autor behandeln. Bei den bekannteren Autoren werden alle ermittelten selbstständig erschienenen Werke angeführt.
Das Lexikon erschien zwischen 1995 und 2016 in acht Bänden (13 Teilbände) im Berliner Akademie-Verlag, die beiden zuletzt herausgekommenen Bände (VI u. VII) bei De Gruyter.